# Papierfabrik Scheufelen

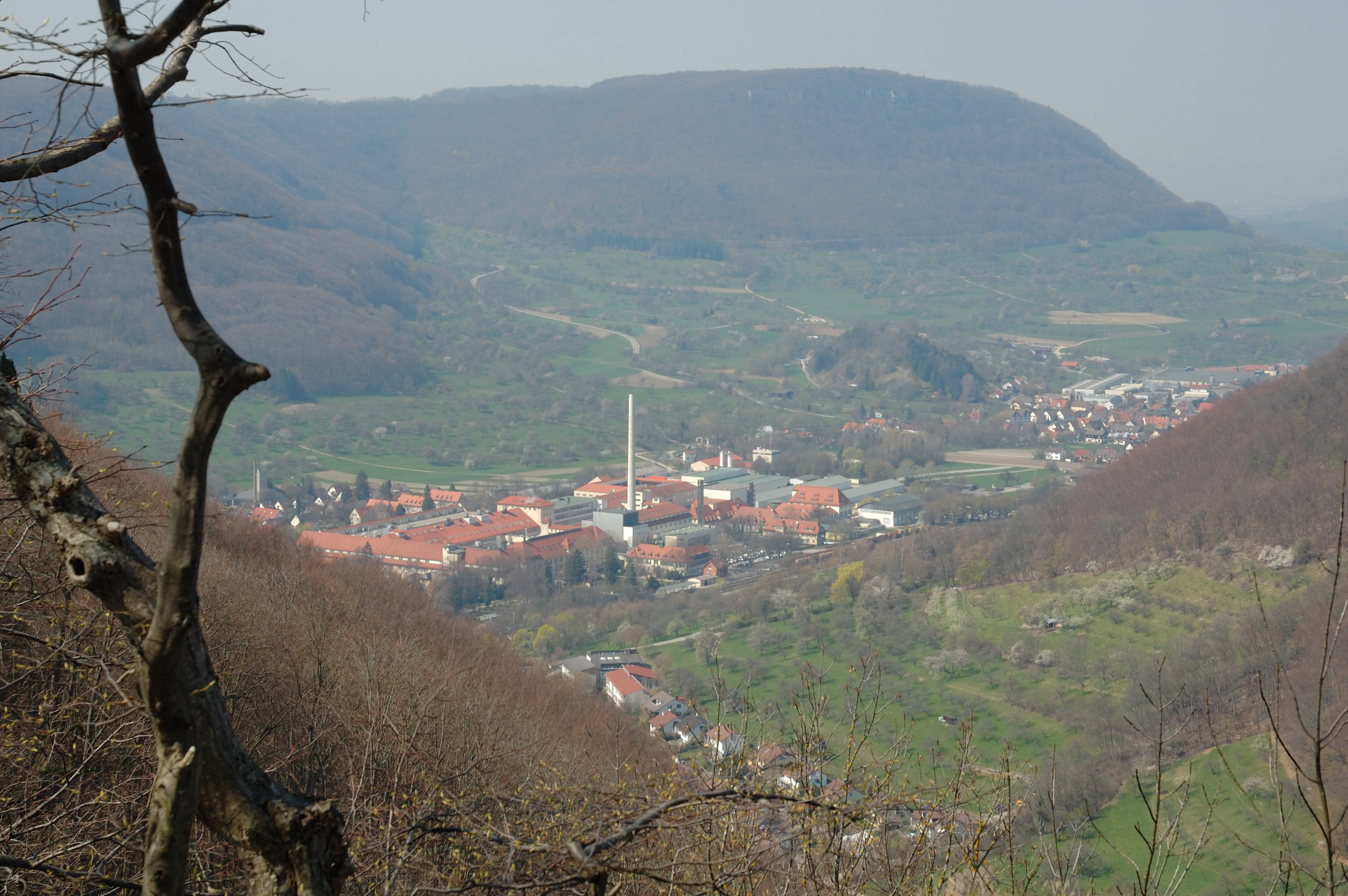
Papierfabrik Scheufelen, Blick vom Wielandstein

Die Papierfabrik Scheufelen wurde im Jahre 1855 in Lenningen gegründet. Sie produzierte bis April 2018 mit zuletzt rund 340  Beschäftigten gestrichene Format- und Rollenpapiere gehobener Qualität. Seit dem 2. Juli 2018 existierte als Nachfolgegesellschaft die Scheufelen GmbH, welche allerdings im Februar 2019 selbst Insolvenz anmeldete.

## Geschichte

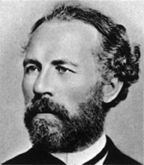
Unternehmensgründer Karl Scheufelen

### Die Anfänge
Nachdem Karl Scheufelen als Sympathisant der Revolution von 1848 Repressalien ausgesetzt war und seinen Dienst als Lehrer quittiert hatte, pachtete er im Jahr 1855 eine bereits seit 1769 in Oberlenningen existierende Papiermühle von seinem Schwager. 1856 ging diese vollends in seinen Besitz über. In der kleinen Papiermühle wurde mit fünf Arbeitskräften Papier im manuellen Verfahren hergestellt. Nach und nach automatisierte Karl Scheufelen den Betrieb mit modernen Maschinen und konnte so wirtschaftlicher produzieren.

### Aufstieg mit Kunstdruckpapier
Der älteste Sohn Adolf Scheufelen, der mit seinem Bruder Heinrich als kaufmännischem Leiter 1888 die Firmengeschäfte übernahm, trug weiter zum Erfolg des Unternehmens bei. Er hatte Chemie und Maschinenbau in Stuttgart studiert und erhielt eine Anstellung als Chemiker bei der britischen Papierfabrik John Dickinson & Co. Dort lernte er die Herstellung eines Papiers kennen, welches besonders weiß, glatt und feinporig war, um darauf Kunstwerke bzw. Fotos abbilden zu können. Adolf Scheufelen brachte diese Idee eines „Art paper“ nach Oberlenningen mit. In Großbritannien wurde es jedoch zu 51 % aus Halfagräsern hergestellt, zu denen die Papierfabrik Scheufelen keinen Zugang hatte. Adolf Scheufelen entwickelte daraufhin ein vergleichbares Papier auf der Grundlage von Zellulose. So konnte die Papierfabrik Scheufelen im Jahre 1892 als erste Papierfabrik maschinell ein zweiseitig gestrichenes Papier herstellen. Sie warb für sich ab 1895 mit der Bezeichnung „Erste deutsche Kunstdruckpapierfabrik“. Das Streichen von Papier wurde damals mit Streichfarben auf der Basis von Satinweiß, Casein und Kreide durchgeführt, im Laufe der Zeit aber wesentlich weiterentwickelt. Scheufelen wurde das führende Unternehmen zur Herstellung von Kunstdruckpapieren in Europa. Das Papier war unter dem Namen Phönix bekannt in der Branche und ein stilisierter Phönix wurde zum Logo der Papierfabrik.
Auch die beiden Brüder Adolf und Heinrich passten sich den Anforderungen der Zeit mit immer neuen Maschinen an. Sie ließen die Fabrikanlage und Werkswohnungen bauen. 1903 wurde die PM2 in den Fabrikhallen eingebaut. So hatte die Papierfabrik Scheufelen 1928 erstmals mehr als 1.000 Mitarbeiter, 1955 etwa 2.000. 
Heinrich Scheufelen schied 1934 aus der Firma aus und widmete sich ganz seiner Kunstsammlung, die er in den 1890er Jahren aufzubauen begonnen hatte. 

### Die NS-Zeit
1935 übernahm Adolf Scheufelens ältester Sohn Karl-Erhard die Leitung der Firma. In den Kriegsjahren zwischen 1933 und 1945 blieben die Firmengebäude unzerstört, wegen Rohstoffmangels standen die Maschinen mehrere Jahre still. Zu Zeiten der Papierproduktion wurden damals 72 Fremdarbeiter aus Belgien, Frankreich und aus Osteuropa beschäftigt. Karl-Erhard Scheufelen konnte beim Einmarsch der Alliierten 1945 eine kampflose Übergabe von Lenningen erreichen, da ansonsten Gefahr bestanden hätte, dass etwa 15.000 Kilogramm Chlorgas, die für die Papierproduktion (als Bleichmittel) lagerten, entwichen wären.

### Die Nachkriegszeit
Die Papierfabrik Scheufelen wurde von 1950 bis 1984 von Klaus Heinrich Scheufelen (1913–2008) geführt. Nach dem Abschluss eines Studiums der Ingenieurwissenschaften an der Technischen Hochschule Darmstadt 1937 war er zur Wehrmacht eingezogen worden. 1942 wurde er nach Heeresversuchsanstalt Peenemünde abkommandiert, um mit Wernher von Braun an der Entwicklung von Flugabwehrraketen zu arbeiten. Mit ihm ging er 1945 im Rahmen der Operation Paperclip in die USA. Nach der Rückkehr aus den USA übernahm er die Firmenleitung. Eine Reihe von Produkten machte die Firma weltweit berühmt. So verwendete die NASA seit Apollo 1 bei Scheufelen entwickeltes schwer entflammbares Papier. VW-Kataloge für den amerikanischen Markt und die Plakate für die Olympischen Spiele 1972 wurden auf Scheufelen-Papier gedruckt.

### Der Niedergang
1984 übernahm der Sohn von Klaus Heinrich Scheufelen Ulrich Scheufelen die Unternehmensleitung. Nachdem die Papierfabrik Scheufelen vor allem aufgrund steigender Energiekosten wirtschaftlich angeschlagen war und seit 2003 rund 300 Arbeitsplätze abgebaut hatte, musste das Unternehmen im Juli 2008 schließlich Insolvenz anmelden. Ende Juli 2008 konnte durch einen Massekredit die Produktion wieder aufgenommen werden. Der finnische Papierhersteller Powerflute gab am 1. Oktober 2008 bekannt, den Geschäftsbetrieb ab November 2008 zu übernehmen und künftig mit weniger Personal Papier zu produzieren.
Powerflute verkaufte das Unternehmen im Mai 2011 für 38,5 Mio. EUR an den niederländisch-kanadischen Konzern Paper Excellence B.V., eine Tochter der indonesischen Sinar Mas Group. Die Papierfabrik Scheufelen beschäftigte zum Zeitpunkt des Verkaufs 590 Mitarbeiter.
Am 16. Juli 2014 kündigte Scheufelen an, seine Jahreskapazität von 300.000 Tonnen auf 140.000 Tonnen zu reduzieren. Hierzu wurde eine Papiermaschine stillgelegt. Das Unternehmen wollte sich auf den Bereich Premiumpapiere sowie hochwertigen Verpackungskarton konzentrieren, die Produktion der für den Massenmarkt bestimmten Bilderdruckpapiere (mit denen 90 Prozent des Umsatzes erzielt wird) sollte nach starken Verlusten in diesem Bereich zurückgefahren werden. Im Zuge dessen wurden 400 der zu der Zeit 650 Mitarbeiter entlassen, ein Teil davon sollte in eine Transfergesellschaft wechseln.
Im Geschäftsjahr 2011 wurde ein Umsatz von 234 Millionen Euro erzielt, 2013 fiel er auf 195 Millionen Euro, lag 2015 bei 91 Millionen Euro und 2017 bei 83 Millionen Euro.
Im April 2016 veräußerte Paper Excellence die Papierfabrik Scheufelen mit nur noch rund 340 Mitarbeitern an ein Konsortium unter Führung der in Schwäbisch Hall ansässigen Schaeff-Gruppe. Am Konsortium sind neben der Schaeff-Gruppe unter anderem auch der Münchener Finanzinvestor RADIAL Capital Partners sowie Ulrich Scheufelen, der Urenkel des Firmengründers, beteiligt.
Am 30. Januar 2018 musste das Unternehmen erneut Insolvenz anmelden. Trotz einer seit der Übernahme im Mai 2016 verbesserten wirtschaftlichen Situation würden massive Preissteigerungen für Zellstoff und Chemikalien die Geschäftsleitung zu diesem Schritt zwingen.
Die neu gegründete Scheufelen GmbH übernahm zum 2. Juli 2018 die Räumlichkeiten und Marken der ehemaligen Papierfabrik Scheufelen GmbH + Co KG sowie 85 der 340 Mitarbeiter und konzentriert sich nun auf die Produktion von hochweißen und tiefgrünen Papieren für den Einsatz in Verpackungen und für die Anwendung im graphischen Bereich, welche hauptsächlich aus Pflanzenfasern hergestellt werden. Die Gesamtproduktionskapazität betrug 300.000 Tonnen Papier pro Jahr. In die Scheufelen GmbH wurden über 14 Millionen Euro investiert. Zu den Altgesellschaftern Schaeff und Scheufelen kamen auch Wermuth Asset Management sowie Nordia Invest hinzu. Die Marken des neuen Unternehmens sind Scheufelen Graspapier, Phoenogras, Greenliner, Phoenolux und Phoenix Prime. Die Kooperation mit der Hochschule der Medien in Stuttgart wurde auch unter der neuen Gesellschaft fortgeführt.
Am 20. Februar 2019 meldete auch die Scheufelen GmbH Insolvenz an. 74 Mitarbeiter verloren im Rahmen der erneuten Insolvenz ihren Arbeitsplatz, die restlichen 26 wurden von der Nachfolgegesellschaft Silphie Paper übernommen, welche ab 2020 täglich 30 bis 50 Tonnen Papier produzieren wollte. Auch dieses Unternehmen stellte seinen Geschäftsbetrieb Mitte August 2021 ein.
Das 250.000 Quadratmeter große Betriebsgelände mit den weitgehend leerstehenden Hallen (die Papiermaschinen wurden vom Vorbesitzer bereits ins Ausland verkauft) wurde 2022 von der DLE Land Development GmbH, eine Tochtergesellschaft der DLE Group AG mit Sitz in Berlin, gekauft, um dieses in ein Wohn- und Gewerbequartier umzuwandeln. Die DLE Land Development spricht nun vom Scheufelen Quartier und veranstaltete am 12. November 2022 einen Tag der offenen Tür, um die interessierte Öffentlichkeit über ihr Vorhaben aufzuklären. Unter Bewahrung des Denkmalschutzes für einige Gebäude sollen Gewerbeflächen, Wohngebäude und Freizeitangebote entwickelt werden. Durch eine Entsiegelung von Flächen verspricht man sich auch eine ökologische Aufwertung. Das bisher für die Öffentlichkeit geschlossene Firmengelände soll geöffnet werden und so entlang der Lauter zu einer organischen Verbindung zwischen Ober- und Unterlenningen beitragen.

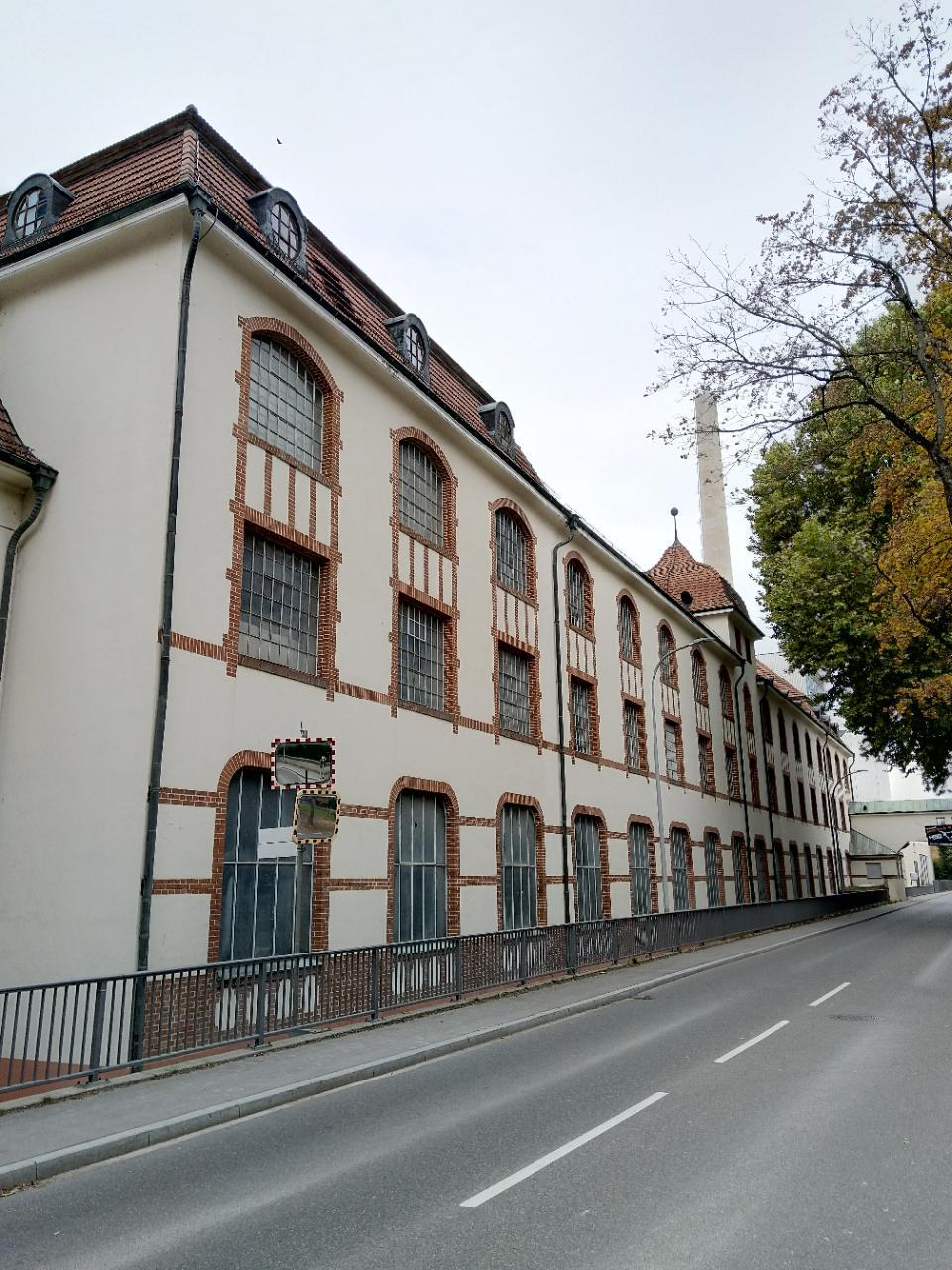
Papierfabrik Scheufelen

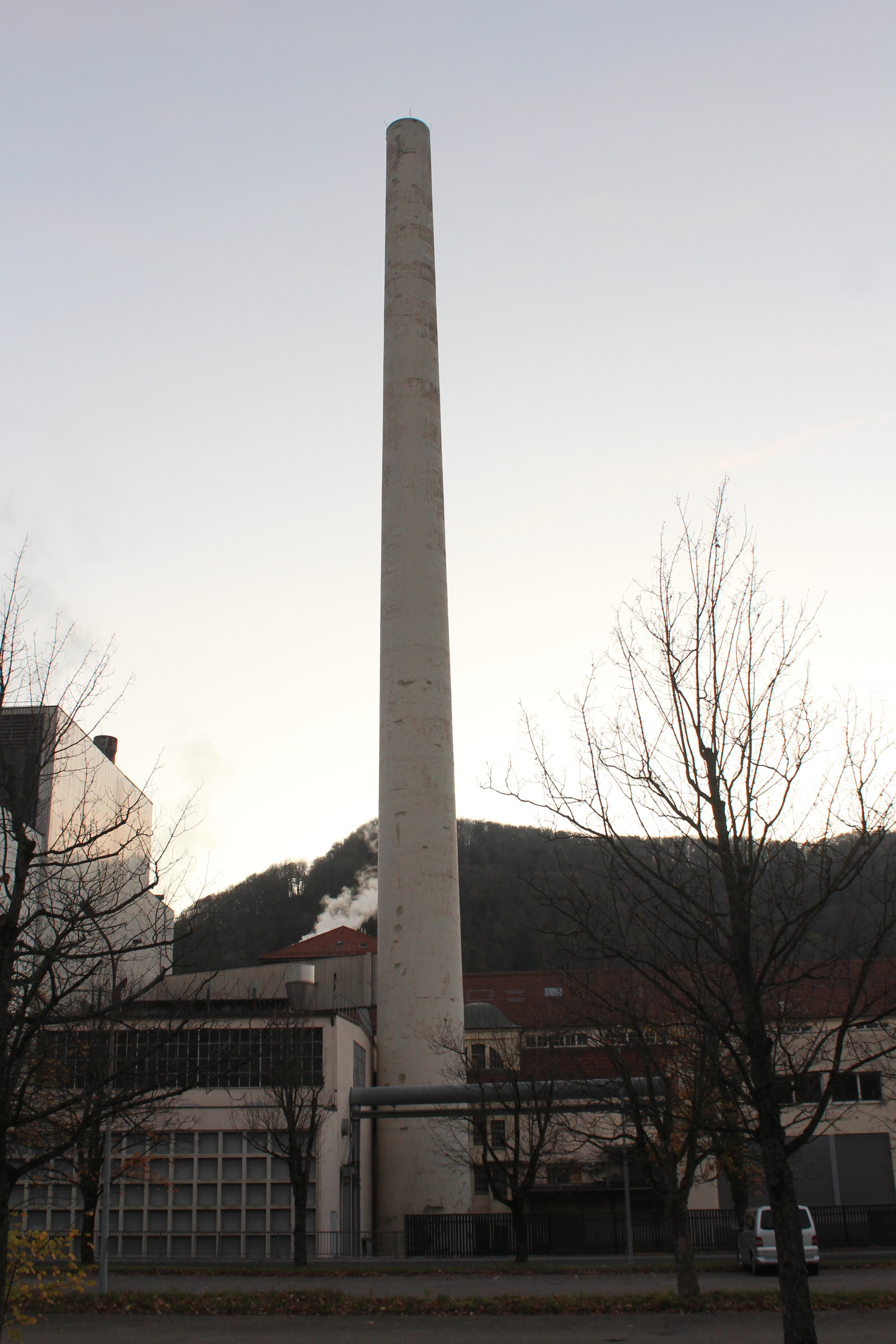
Papierfabrik Scheufelen, Schornstein (2017)

## Papierfabrik

### Architektur
Um 1900 wurden verschiedene Erweiterungsbauten der Papierfabrik von den Stuttgarter Architekten Ludwig Eisenlohr und Carl Weigle geplant, während des Ersten Weltkriegs und in den 1920er Jahren entstanden weitere Bauten des Unternehmens nach Entwürfen von Albert Eitel.

### Logistik
Die meisten Transporte von Rohstoffen und Chemikalien zur Papierfabrik erfolgten per Zug über die Teckbahn, von der ein Gleisanschluss auf das Fabrikgelände abzweigt. Eine kleine Dieselrangierlok der Baureihe V 60 (bzw. der funkferngesteuerten Baureihe 364) diente dazu, die Waggons zu rangieren und neue Züge zusammenzustellen. Tankwaggons wurden teilweise direkt am Bahnhof Oberlenningen über eine Pumpanlage entleert und die Flüssigkeiten über Rohrleitungen in die Fabrik geleitet.
Vor einigen Jahren wurden Überlegungen angestellt, auch die Warenausgänge für den Überseetransport mit der Bahn abzuwickeln. In manchen Wochen wurden bis zu 50 Überseecontainer von Scheufelen einzeln per LKW durch das Lenninger Tal gefahren. An manchen Tagen wurde jedoch so viel Papier für Übersee produziert, dass das Logistikzentrum überlastet war. Man wollte daher eine Möglichkeit schaffen, kurzfristig an Container zu kommen, ohne auf die LKW zu warten, welche von verschiedenen Containerterminals im Großraum Stuttgart starteten. Die Überlegung ging dahin, ein kleines Containerterminal mit Containerbrücke am Bahnhof Oberlenningen anzulegen und immer 20 bis 30 Container vorzuhalten, um diese dann je nach Bedarf beladen und auf Güterwaggons verfrachten zu können. Aus Kostengründen für den Containerkran sowie für das benötigte Fahrzeugmaterial vom Logistikzentrum zum Bahnhof wurde diese Idee aber wieder verworfen. Das 1998 erbaute Logistikzentrum war für einen Gleisanschluss nie vorgesehen, da sich die Bahn als zu unzuverlässig und langsam erwiesen hatte. Mittlerweile war die Anzahl der Überseecontainer stark zurückgegangen, da die Frachtkosten auf bestimmten Relationen in keinem Verhältnis mehr zum Papierpreis stehen.

### Schornstein
Der einst 96 m hohe und seit 1999 stillgelegte Stahlbetonschornstein wurde 1935 erbaut und war der erste seiner Art auf dem Gebiet des heutigen Baden-Württemberg. Infolge von Sanierungsmaßnahmen im Frühjahr 2012 wurde der Schornstein um 15 m abgetragen, so dass die verbleibende Resthöhe 81 m beträgt.

### Produkte
Scheufelen bot unter den vier Markennamen phoenixmotion, heaven 42, bvs und bro gestrichene Papiere mit matter, halbmatter und glänzender Oberfläche im Flächengewichtsbereich von 90 g/m² bis 400 g/m² an. Ab Anfang 2015 bot das Unternehmen auch einen sehr hochwertig gestrichenen SBS-Karton unter der Marke phoenolux an. Im Jahre 2017 begann das Unternehmen unter den Markennamen Graspapier, Greenliner und Phoenogras die Produktion von nachhaltigen Papieren mit einem Grasfaseranteil von bis zu 50 %.

### Sonstiges
Nach der Brandkatastrophe von Apollo 1 (1967) entwickelte die Papierfabrik Scheufelen für die künftigen Bordbücher ein schwer entflammbares Papier.

## Papiermuseum
Das Familienunternehmen hat 1992 im Schlössle Oberlenningen zum 100-jährigen Jubiläum des Kunstdruckpapiers ein Museum für Papier- und Buchkunst eingerichtet.